# Дендропарк (Печеніжинське лісництво)
Дендропа́рк — парк-пам'ятка садово-паркового мистецтва місцевого значення в Україні. Розташований на території Коломийського району Івано-Франківської області, при східній частині смт Печеніжин.
Площа — 24 га, статус отриманий у 1988 році. Перебуває у віданні ДП «Коломийський лісгосп»
(Печеніжинське лісництво, квартал 53, виділи 1, 5, 6, 12—14).